# Jakow Trachtenberg
Jakow Trachtenberg (Odesa; 17 de junio de 1888-1953) fue un matemático ruso que desarrolló un método de cálculo mental conocido como método Trachtenberg. Se graduó con honores en el Instituto de ingeniería de San Petersburgo, y comenzó a trabajar como ingeniero en los astilleros de Obuschoff. Siendo aún un veinteañero, se convirtió en ingeniero jefe con once mil trabajadores bajo su supervisión.
Tras la Revolución Rusa de 1917, emigró a Alemania donde llegó a ser muy crítico con Hitler.
Como resultado, fue hecho prisionero en un campo de concentración nazi durante la Segunda Guerra Mundial. Desarrolló su método de cálculo mental durante su cautiverio.
Mediante la ayuda de su esposa, quien empeñó sus joyas para sobornar a los guardias, consiguió escaparse del campo de concentración y refugiarse en Suiza.
En 1950, fundó el Instituto Matemático de Zúrich donde impartió clases sobre su método.